# Crkva sv. Ivana Krstitelja u Podacima
Crkva sv. Ivana Krstitelja, crkva u Podaci, zaštićeno kulturno dobro

## Opis dobra
Crkva je izgrađena u starom selu Podaca. Jednobrodna građevina predromaničkog je sloga, sagrađena u 11. – 12. st. Uzdužna pročelja raščlanjena su plitkim lezenama, s plitkom pravokutnom apsidom. Na zapadnom pročelju je iznad portala četverolisna rozeta, a u osi zabata je preslica baroknog sloga. Unutrašnjost crkve je rasčlanjena pilastrima i pojasnicama na tri traveja, svođena je bačvastim svodom, te ima posvetne križeve gotičkog sloga i natpis u gotici s godinom 1409. Pročelja su ožbukana, a krov pokriven kamenim pločama.

## Zaštita
Pod oznakom Z-4893 zavedena je kao nepokretno kulturno dobro - pojedinačno, pravna statusa zaštićena kulturnog dobra, klasificirano kao "sakralna graditeljska baština".